# Jam da Silva
Jam da Silva é o nome artístico do cantor, compositor e percussionista brasileiro Jamilson Monteiro da Silva. Em 2008 lançou seu primeiro álbum, intitulado Dia Santo, produzido em parceria com o produtor musical Chico Neves.. A faixa-título desse álbum, que contou com a parceria de Isaar, foi incluída na compilação Bubblers Four Brownswood, do Dj Gilles Peterson, e ganhou destaque na premiação All Winners Show 2009, sendo uma das músicas mais tocadas na BBC em Londres. Em 2013, lançou seu segundo disco – NORD -, gravado entre o Brasil e a Islândia... Com esse álbum, fez sua primeira turnê na América Latina e participou do evento de inauguração do Centro Cultural Kirchner, em 2015, na capital argentina.. Com seu projeto paralelo, Orchestra Santa Massa, participou da festa de encerramento das Olimpíadas (Rio de Janeiro, 2016).. Tocou percussões no disco da banda francesa Troublemakers (Express Way), gravado pela Blue Note Records, 2004. Participou do show coletivo, no Festival Back 2 Black, em 2010, em parceria com Toumani Diabaté e Arnaldo Antunes..

## Biografia
Jam se envolveu com o universo musical ainda na infância, quando participou da Orquestra Metais do Maestro Lima Neto. Sua inserção profissional na área, se deu através da sua relação com a bateria e a percussão, o que gerou diversas parcerias. Em 2004, ao ser convidado por Marcelo Yuka para participar do Furto (banda), Jam da Silva foi morar no Rio de Janeiro. Na ocasião, ele ainda cursava a graduação de Licenciatura em música, na UFPE. Hoje, cidadão do mundo, o artista desenvolve a sua carreira solo, selando parcerias com músicos nacionais e internacionais.

### Parcerias
Jam passeou suas baquetas por uma enorme variedade de estilos. Colaborou, em estúdio e ao vivo, com uma série de artistas, como os franceses Massilia Sound System,  Moussu T et les Jovents.  Troublemakers, Camille , Taraf des Haidouks, Toumani Diabaté (Mali), Wysa e Paulo Flores (Angola), fez parte da bandas Furto (banda) e DJ Dolores e Orchestra Santa Massa..Teve suas músicas gravadas pelas cantoras Roberta Sá (O Pedido), Elba Ramalho (Gaiola da Saudade), Bárbara Eugênia (Haru) e parcerias com Kátia B (O Baile), Luisa Maita (Vagueia), DJ kayalik (Na Varanda), Marisa Monte e Marcelo Yuka (Desterro), Karina Zeviani (sente o sal), Anna Ratto (Frevolenta). Em Nord, Jam da Silva traz as participações de: Samuel Jón Samuelsson, Lisa Papineau, Luísa Maita e Lucas Santtana. Produziu recentemente quatro músicas no disco Oh dead  on oh love, de Lisa Papineau: Beautiful, Endless story, Endless story cumbia olindense e Bent to bow down..

## Discografia

### Álbuns Solos
- 2008: Dia Santo
- 2013: Nord

### Participações
- 2000: Mônica Feijó - Aurora 5365
- 2001: Lula Queiroga - Aboiando a vaca mecânica
- 2001: Jonas Sá - Anormal
- 2002: Eddie - Original Olinda Style
- 2002: DJ Dolores e Orchestra Santa Massa - Contraditório?
- 2002: Massilia sound system - Occitanista
- 2004: Lula Queiroga - Azul invisível
- 2004: Kelly Benevides - Tráfego Local
- 2004: Sonic Jr. – O mundo lá fora
- 2005: F.U.R.T.O - Sangueaudiência
- 2005: Moussu T e Les Jovents - Mademoiselle Marseille
- 2006: Junio Barreto - Amigos bons
- 2006: Moussu T e Les Jovents - Forever Polida
- 2006: Compilação by Giles Peterson - Bubblers Four Brownswood
- 2007: Moussu T e Les Jovents - Inventé à La Ciotat (dual disc CD+DVD, best of + remixes)
- 2007: Paula Toller - Só nós
- 2007: Donavon frankenheit e Paula Toller  - MÚSICA All Over
- 2007: Roberta Sá - Que belo estranho dia para se ter alegria
- 2007: kevin Johansen/Versão: Paula Toller - MÚSICA A Noite Sonhei Contigo
- 2007: Elba Ramalho - Qual o assunto que mais lhe interessa
- 2007: Katia B - Espacial
- 2007: Wyza - Bakongo
- 2007: Compilação by Maurício Pacheco - ComFusões/Gravadora Maianga (Angola)
- 2008: Moussu T e Les Jovents - Home Sweet Home
- 2009: Lula Queiroga - Tem juízo mas não usa
- 2009: Gigi Di Nissa - GIGI DI NISSA (França)
- 2009: Kleiton e Kledir - Auto retrato
- 2009: Paulo Flores - Ex combatentes (Angola)
- 2009: Barro - Miocardio
- 2010: Moussu T e Les Jovents - Putan de cançon
- 2010: Mais um discos - Oi! A nova música brasileira
- 2012: Roberta Sá - Segunda Pele (MÚSICA A brincadeira)
- 2012: Silvia Machete - produção da MÚSICA Cheia de charme, de Guilherme Arantes
- 2013: Clarice Falcão - Monomania
- 2013: Juliano Holanda – A arte de ser invisível (MÚSICA Ouriço)
- 2013: Sonic Jr. – SINGLE O pecado me dá mais do seu nome
- 2014: Eddie - Morte e vida
- 2014: Charles the one - Como quem não quer nada
- 2014: Lokua Kanza e Tamy - Mãe África
- 2014: Daúde - Código Daúde
- 2014: Marcelo Vig - O’m dub
- 2014: Silvia Machete - Souvenir
- 2014: Tamy – Dava para ver  [remix] Marcelinho de Lua & Yuri Almeida - feat. Jam da Silva
- 2015: Frevotron – Frevotron
- 2016: Luisa Maita – Fio da Memória (MÚSICA Ela)
- 2016: Barro – Miocárdio
- 2017: Mani Carneiro - produção do SINGLE Depois de Agora
- 2017: Tibério Azul - Líquido
- 2017: Sonic Jr. – SINGLE Imigrante (autoria Sonic Jr, Jam da Silva e Pitchu)
- 2019: Carlos Ferreira - Daquilo que o coração come
- 2019: Lisa Papineau - Oh dead on oh love
- 2019: Rogério Samico - SINGLE sereia

### Trilhas sonoras
No cinema, compôs músicas para:
- 1. Um outro Ensaio, de Natara Ney.
- 2. Narradores de Javé  de Eliane Caffé.
- 3. To Hi Too Holla, curta americano do cineasta Danny Cabeza.
- 4.  Fábio Fabuloso, de Pedro Cezar, Ricardo Bocão e Antonio Ricardo - música Água Fria.
- 5. O Rap do Pequeno Príncipe Contra as Almas Sebosas, de Paulo Caldas e Marcelo Luna - música Subúrbio Soul, em parceria com Dj Dolores e Cesar Michiles.
- 6. Deusa, de Mayara Millane.

Participou, tocando percussão, dos seguintes filmes:
- 1. Só 10 Por cento é Mentira, filme de Pedro Cezar que conta a história do poeta Manoel de Barros (2008).
- 2. Express Way, de Fred Berthet.
- 3. Que horas ela volta?, de Anna Muylaert – tocou na música “Essa trouxa não é sua”,  de Fabio Trummer.
- 4. Big Jato, de Cláudio Assis.

Fez também, em parceria com Luisa Maita, a trilha sonora para o seguinte espetáculo teatral:
1.. Uma espécie de Alasca, de Gabriel Fontes Paiva.

## Ligações Externas
- Página Oficial de Jam da Silva
- Entrevista Jam da Silva no Estúdio Móvel